# Lluís Navarro Amorós
Lluís Navarro Amorós (Novelda, 3 de gener de 1929 - 15 de maig de 2011) va ser un ciclista valencià que va córrer durant els primers anys de la dècada de 1950. En el seu curt palmarès destaca una victòria d'etapa a la Volta a Espanya de 1950 i una altra a la Volta a Catalunya de 1951.

## Palmarès
- 1950
  - Vencedor d'una etapa a la Volta a Espanya
- 1951
  - Vencedor d'una etapa a la Volta a Catalunya
- 1952
  - 1r al Circuit de Ribera del Xaló

### Resultats a la Volta a Espanya
- 1950. 23è de la classificació general. Vencedor d'una etapa
- 1957. Abandona